# Transizione di Kosterlitz-Thouless
In meccanica statistica la transizione di Kosterlitz-Thouless, o anche transizione di Berezinsky-Kosterlitz-Thouless, è una transizione di fase speciale che si osserva in alcuni sistemi bidimensionali, come il modello XY per sistemi di spin interagenti in due dimensioni o certe classi di cristalli bidimensionali. Si tratta di una transizione di fase dovuta al disaccoppiamento dei difetti topologici, processo che porta a una distruzione dell'ordine del sistema, e quindi a una transizione da una fase più ordinata a una più disordinata.
Nel caso del modello XY i difetti sono costituiti da vortici: al di sotto di una temperatura critica i vortici possono formarsi solo in coppie legate vortice-antivortice, mentre al di sopra di questa temperatura i vortici e gli antivortici non sono legati e formano configurazioni libere.
Formalmente, il modello XY è un modello di spin bidimensionale che possiede una simmetria U(1) o circolare, in cui ad ogni punto dello spazio o ad ogni nodo del reticolo è associata una variabile di tipo angolo, cioè periodica in {\displaystyle [0,2\pi )}. Una possibile funzione di partizione che gode di questa simmetria è:
{\displaystyle Z=\int _{0}^{2\pi }\prod _{k}d\theta _{k}e^{{\frac {J}{k_{B}T}}\sum _{(i,j)}\cos(\theta _{i}-\theta _{j})}}
dove la sommatoria è estesa a tutti i link {\displaystyle (i,j)} del reticolo. A causa del teorema di Mermin-Wagner questo sistema non ammette alcune transizione di fase del tipo ordine-disordine con associata la formazione dei bosoni di Goldstone. Tuttavia nonostante questo il sistema è caratterizzato dalla presenza di alcuni valori delle costanti di accoppiamento in cui la lunghezza di correlazione è infinita.
Nel caso del processo di fusione dei cristalli bidimensionali si osservano in realtà due transizioni differenti, legate a due tipologie differenti di difetti topologici, dislocazioni e disclinazioni. Dalla dissociazione delle coppie di dislocazioni si ottiene una prima transizione dalla fase solida a quella di cristallo liquido (distruzione dell'ordine posizionale), mentre a temperatura superiore le dislocazioni (che possono essere viste come una coppia di disclinazioni) si dissociano in due disclinazioni libere, causando la distruzione dell'ordine orientazionale. In questo caso si parla di teoria di Kosterlitz-Thouless-Halperin-Nelson-Young.
La transizione prende il nome dei suoi scopritori, J. Michael Kosterlitz, David J. Thouless (premiati con il premio Nobel per la fisica nel 2016), e Vadim L'vovich Berezinskiĭ (Вади́м Льво́вич Берези́нский).

## Il ruolo dei vortici
Nel modello XY in due dimensioni, i vortici sono configurazioni topologicamente stabili, dato che il gruppo U(1) non è semplicemente connesso. Un vortice presente in questo sistema non può essere distrutto dalle fluttuazioni termiche o quantistiche e lo studio di queste fluttuazioni deve essere fatto invece sviluppandole intorno alle configurazioni vorticose. È stato dimostrato che nella fase ad alta temperatura, caratterizzata da una lunghezza di correlazione che decade esponenzialmente, la presenza di vortici liberi è termodinamicamente favorita. Al di sotto di una certa temperatura critica il sistema è invece caratterizzato da una correlazione che decade con una legge a potenza, determinata dalla condensazione di vortici in coppie di vorticosità opposta, analogamente a quanto accade per un gas di elettroni in uno spazio bidimensionale.

## Descrizione della transizione
C'è un argomento termodinamico molto elegante per comprendere la transizione KT. L'energia di un singolo vortice è della forma {\displaystyle \kappa \ln(R/a)}, dove {\displaystyle \kappa } è un parametro dipendente dal sistema in cui si sviluppa il vortice, mentre {\displaystyle R} è la dimensione del sistema e {\displaystyle a} è il raggio del nucleo del vortice. Si assume che {\displaystyle R\gg a}, cioè che il vortice sia molto più grande del suo nucleo e della scala a cui i dettagli microscopici del sistema diventano rilevanti. Il numero di possibili posizioni di ciascun vortice nel sistema è approssimativamente {\displaystyle (R/a)^{2}}. Per la legge di Boltzmann, l'entropia è uguale a {\displaystyle S=2k_{B}\ln(R/a)}, dove {\displaystyle k_{B}} è la costante di Boltzmann. Quindi, l'energia libera di Helmholtz vale
{\displaystyle F=E-TS=(\kappa -2k_{B}T)\ln(R/a).}
Quando {\displaystyle F>0}, il sistema non permette la formazione di vortici. Tuttavia, quando {\displaystyle F<0}, le condizioni sono sufficienti affinché un vortice si formi nel sistema e affinché in questo modo sia raggiunto il minimo dell'energia libera. Definiamo la temperatura della transizione come la temperatura per cui {\displaystyle F=0}. Quindi, la temperatura critica {\displaystyle T_{c}} è
{\displaystyle T_{c}={\frac {\kappa }{2k_{B}}}.}
I vortici si possono formare al di sopra di questa temperatura ma non al di sotto.